# Jan Chrzciciel Chŏn Chang-un
Św. Jan Chrzciciel Chŏn Chang-un (ko. 전장운 요한) (ur. 1811 w Seulu – zm. 9 marca 1866 tamże) – koreański męczennik, święty Kościoła katolickiego.
Jan Chrzciciel Chŏn Chang-un urodził się w 1811 roku. Został ochrzczony przez swoją pobożną matkę. Niedługo po urodzeniu stracił ojca. Już od młodego wieku musiał pomagać rodzinie pracując na roli i szyjąc torby ze skóry.
W 1839 roku, kiedy w Korei miały miejsce prześladowania antykatolickie, został aresztowany. Tortury skłoniły go do wyrzeczenia się wiary, co spowodowało wypuszczenie go na wolność. Jan Chrzciciel Chŏn Chang-un żałował tego co zrobił, dopiero jednak w 1845 roku, po powrocie do Korei księdza Andrzeja Kim Tae-gŏn, miał okazję wyspowiadać się. Jan Chrzciciel Chŏn Chang-un ożenił się i miał trójkę dzieci.
W 1866 roku w Korei ponownie doszło do prześladowań chrześcijan. Jan Chrzciciel Chŏn Chang-un został aresztowany 1 marca 1866 roku. Ponownie poddano go torturom, tym razem jednak nie wyrzekł się wiary. W związku z tym 8 marca skazano go na śmierć. Został ścięty następnego dnia w miejscu straceń za Małą Zachodnią Bramą w Seulu. Razem z nim stracono również innego katolika Piotra Ch’oe Hyŏng.
Dzień jego wspomnienia przypada 20 września (w grupie 103 męczenników koreańskich).
Beatyfikowany 6 października 1968 roku przez Pawła VI, kanonizowany 6 maja 1984 roku przez Jana Pawła II w grupie 103 męczenników koreańskich.